# Pholidophorus
ne pas confondre avec le genre fossile de crocodiliens Pholidosaurus.
Genre
Espèces de rang inférieur
- Voir texte

Pholidophorus est un genre fossile de poissons à nageoires rayonnées, rattachés au grand groupe des téléostéens et peut-être à l'ordre des Pachycormiformes, un sous-groupe dont la position taxonomique n'est pas déterminée de manière consensuelle,.
Il a vécu au Trias et jusqu'à la fin du Jurassique voire durant le tout début du Crétacé (Berriasien). Ses fossiles ont été découverts en Europe, en Asie et en Australie.

## Classification
Le genre fossile Pholidophorus est décrit en 1832 par le paléontologue suisse et américain Louis Agassiz (1807-1873),.

## Liste des espèces
De nombreuses espèces ont été décrites. Selon Fossilworks :
- † Ph. australis ;
- † Ph. barazzettii ;
- † Ph. brevis ;
- † Ph. curionii ;
- † Ph. dubius ;
- † Ph. gaudryi ;
- † Ph. germanicus ;
- † Ph. granulatus ;
- † Ph. gregarius ;
- † Ph. hartmanni ;
- † Ph. higginsi ;
- † Ph. latiusculus ;
- † Ph. microlepidotus ;
- † Ph. nitidus ;
- † Ph. pachysomus ;
- † Ph. purbeckensis ;
- † Ph. pusillus ;
- † Ph. stricklandi.

Plusieurs espèces ont été renommées :
- Pholidophorus friedeni Delsate, 1999 en Luxembourgichthys par Taverne et Steurbaut (2017)[6] ;
- Pholidophorus gervasuttii Zambelli, 1980 en Lombardichthys par Arratia (2017)[7] ;
- Pholidophorus bechei Agassiz, 1844 en Dorsetichthys et placée dans sa propre famille, les  Dorsetichthyidés par Arratia (2013)[8] ;
- Pholidophorus purbeckensis Davies, 1887 en Ichthyokentema par Arthur Woodward en 1941[9].

## Description

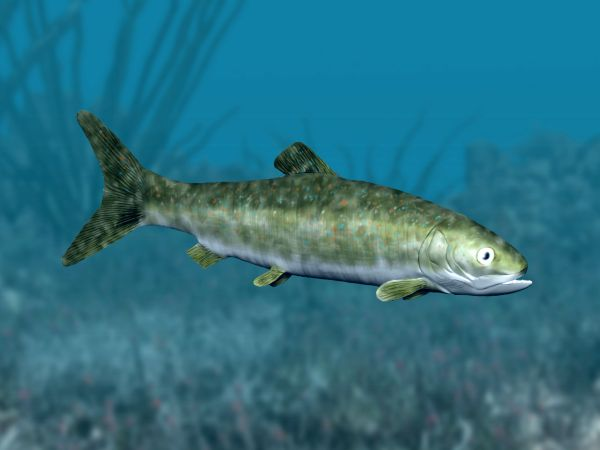
Vue d'artiste de Pholidophorus.

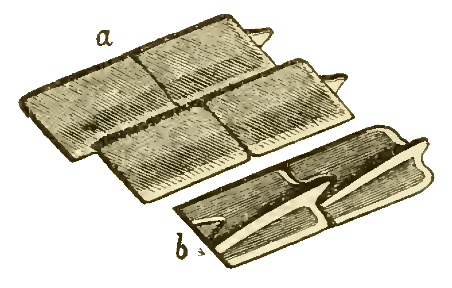
Dessin d'écailles ganoïdes : 4 vues de dessus (a : en haut) et deux vues d'en dessous (b : en bas).

Pholidophorus est un poisson qui ressemble à un hareng bien qu'il ne soit pas très proche d'un point de vue taxonomique du hareng actuel. Sa taille est de l'ordre de 40 centimètres. Il possède toutefois, comme les harengs, une seule nageoire dorsale placée vers l'arrière du dos, une nageoire caudale symétrique et une nageoire anale. 
Parmi ses caractéristiques primitives, pour un téléostéen, il possède des écailles ganoïdes (en) et une colonne vertébrale en partie cartilagineuse.

## Biologie
Ses yeux sont de grande taille. C'était probablement un prédateur qui nageait rapidement pour capturer des crustacés planctoniques et de petits poissons.

### Publication originale
- [1832] (de) Louis Agassiz, « Untersuchungen über die fossilen Fische der Lias-Formation », Jahrbuch für Mineralogie, Geognosie, Geologie und Petrefaktenkunde, vol. 3,‎ 1832, p. 139-149.